# Nummer-et hits i Danmark i 1996
Nummer-et hits i Danmark i 1996 er en liste over de singler der lå nummer et på den danske singlehitliste i 1996. Den var udarbejdet af International Federation of the Phonographic Industry og Nielsen Soundscan, og udgivet af Billboard i "Hits of the World"-sektionen.

## Historie
| Dato          | Sang                    | Kunstner                |
| ------------- | ----------------------- | ----------------------- |
| 3. januar     | "Gangsta's Paradise"    | Coolio featuring L.V.   |
| 18. januar    | "Gangsta's Paradise"    | Coolio featuring L.V.   |
| 25. januar    | "Missing"               | Everything but the Girl |
| 1. februar    | "Spaceman"              | Babylon Zoo             |
| 8. februar    | "Spaceman"              | Babylon Zoo             |
| 15. februar   | "Spaceman"              | Babylon Zoo             |
| 22. februar   | "Spaceman"              | Babylon Zoo             |
| 29. februar   | "Spaceman"              | Babylon Zoo             |
| 7. marts      | "Spaceman"              | Babylon Zoo             |
| 14. marts     | "Spaceman"              | Babylon Zoo             |
| 21. marts     | "Spaceman"              | Babylon Zoo             |
| 28. marts     | "Spaceman"              | Babylon Zoo             |
| 4. april      | "Spaceman"              | Babylon Zoo             |
| 11. april     | "How Deep Is Your Love" | Take That               |
| 18. april     | "How Deep Is Your Love" | Take That               |
| 25. april     | "Children"              | Robert Miles            |
| 2. maj        | "Children"              | Robert Miles            |
| 9. maj        | "X-Files"               | DJ Dado                 |
| 16. maj       | "X-Files"               | DJ Dado                 |
| 23. maj       | "X-Files"               | DJ Dado                 |
| 30. maj       | "X-Files"               | DJ Dado                 |
| 6. juni       | "Until It Sleeps"       | Metallica               |
| 13. juni      | "Until It Sleeps"       | Metallica               |
| 20. juni      | "Macarena"              | Los del Rio             |
| 27. juni      | "Macarena"              | Los del Rio             |
| 4. juli       | "Macarena"              | Los del Rio             |
| 11. juli      | "Macarena"              | Los del Rio             |
| 18. juli      | "Killing Me Softly"     | The Fugees              |
| 25. juli      | "Killing Me Softly"     | The Fugees              |
| 31. juli      | "Killing Me Softly"     | The Fugees              |
| 7. august     | "Killing Me Softly"     | The Fugees              |
| 14. august    | "Killing Me Softly"     | The Fugees              |
| 21. august    | "Killing Me Softly"     | The Fugees              |
| 28. august    | "Wannabe"               | Spice Girls             |
| 4. september  | "Wannabe"               | Spice Girls             |
| 11. september | "Wannabe"               | Spice Girls             |
| 18. september | "Wannabe"               | Spice Girls             |
| 25. september | "Wannabe"               | Spice Girls             |
| 3. oktober    | "Wannabe"               | Spice Girls             |
| 10. oktober   | "Wannabe"               | Spice Girls             |
| 17. oktober   | "Wannabe"               | Spice Girls             |
| 24. oktober   | "Wannabe"               | Spice Girls             |
| 31. oktober   | "Wannabe"               | Spice Girls             |
| 7. november   | "Where Do You Go"       | No Mercy                |
| 14. november  | "Where Do You Go"       | No Mercy                |
| 21. november  | "Where Do You Go"       | No Mercy                |
| 28. november  | "Where Do You Go"       | No Mercy                |
| 5. december   | "Roses Are Red"         | Aqua                    |
| 12. december  | "Breathe"               | The Prodigy             |
| 19. december  | "Breathe"               | The Prodigy             |
| 26. december  | "Breathe"               | The Prodigy             |